# Coll de Terrers
El Coll de Terrers és una collada situada a 2.407,3 metres d'altitud del límit dels termes comunals de Font-rabiosa, de la comarca del Capcir, a la Catalunya del Nord i d'Orlun, del País de Foix, al Llenguadoc occità.
Està situat a l'extrem sud-oest del terme de Font-rabiosa i a l'est del d'Orlun, a sota i a prop, al nord-est, del Puig de Terrers i al sud-oest de la Portella d'Orlú, al sud-oest, també, de la conca on s'origina el Galba.